# István Kausz
Istvan Kausz (né le 18 août 1932 à Budapest (Hongrie) et mort le 3 juin 2020 dans la même ville) est un épéiste hongrois.

## Biographie
Istvan Kausz est médaillé d'or en épée par équipe en 1964 à Tokyo (avec Árpád Bárány, Gyözö Kulcsár, Zoltán Nemere et Tamás Gábos).